# Filmina
La filmina es un rollo de película positiva de 35 mm, con un contenido promedio de treinta a cincuenta imágenes, dispuestas en orden secuencial, que se insertaba en un proyector para poder ver las imágenes de una en una pantalla. En algunos dispositivos podía sincronizarse la proyección con sonido grabado previamente. Era un formato común de imagen fija, utilizado antiguamente como herramienta multimedia en la educación, que fue superado al final de los años ochenta por el entonces novedoso y de menor costo videocassette, y éste más tarde por el DVD. 
Desde la década de 1940 a 1980, las filminas ofrecían una alternativa fácil y económica a las películas educativas de 16 mm, ya que requieren muy poco espacio de almacenamiento y son muy rápidas de rebobinar para el siguiente uso. Las filminas tenían una gran resistencia a la rotura, y rara vez era necesario empalmarlas. Todavía se utilizan en algunas áreas.

## Tecnología

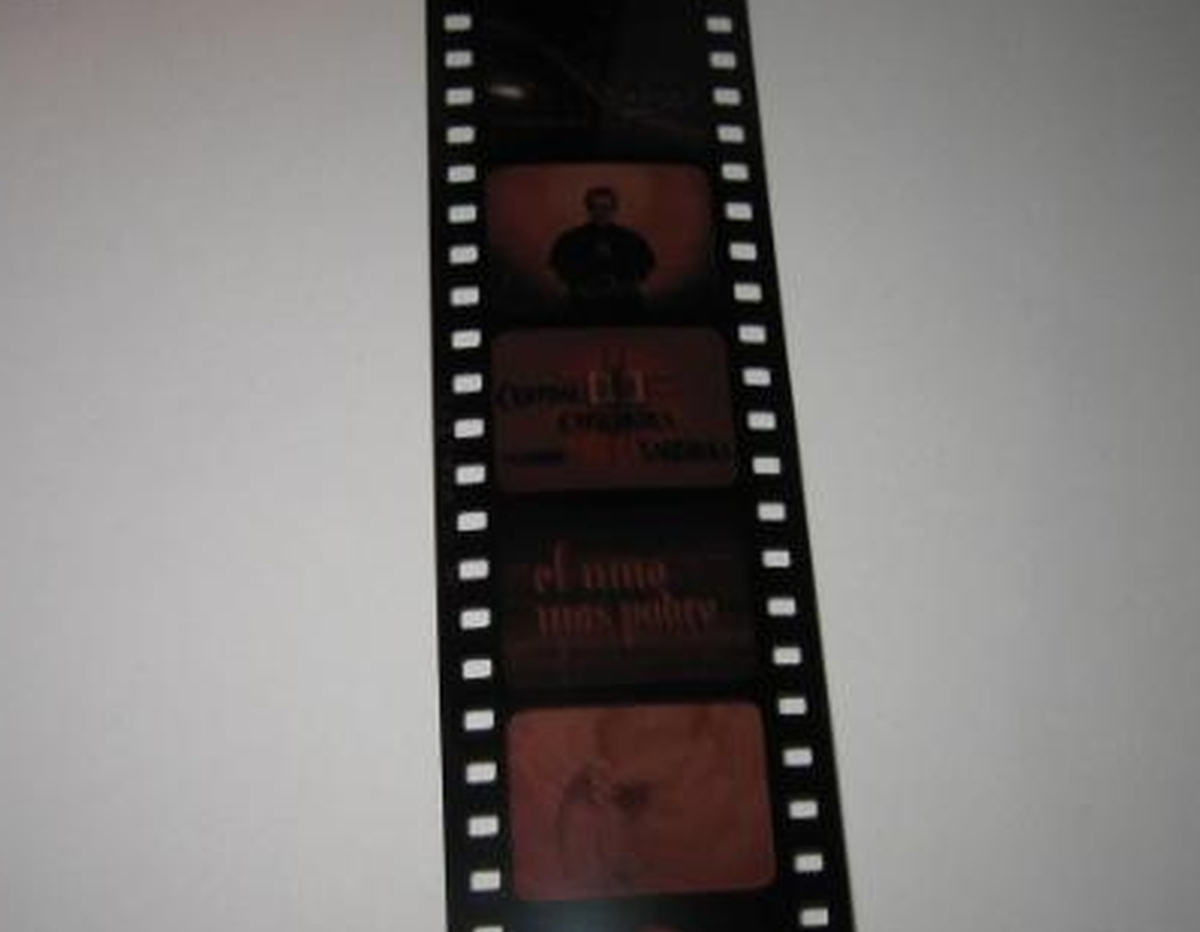
filmina de imágenes de S.Juan Bosco Editorial

El rollo de película se debe insertar verticalmente de arriba hacia abajo en una abertura frontal del proyector, de forma parecida a una película de 16 mm, en lugar de insertarla horizontalmente como en un proyector de diapositivas.
Debido a la orientación de la imagen, el tamaño del cuadro es más pequeño que el de la película normal de 35 mm. Dos cuadros de imagen de una filmina, incluyendo su banda de seguridad, ocupan el mismo espacio que un solo fotograma de 35 mm, con lo que una película de 35 mm de 25 exposiciones puede contener una filmina de cincuenta imágenes . Con las filminas primitivas (de celuloide) se corría el peligro de que ardieran por causa del calor intenso y sostenido generado por la lámpara de proyección, pero el problema quedó resuelto con las modernas. Esas filminas producidas en los primeros sistemas, recibían el nombre de Pictural Filmstrip.
Por lo general, el tiempo de duración de una filmina se situaba entre diez y veinte minutos. Dependiendo de la forma en que eran narradas o producidas. El argumento de las filminas (que a menudo venían con una Guía del Instructor) era lo suficientemente flexible como para ser utilizado en dos tipos de aprendizaje: para un solo alumno o para una clase completa, ya que además de poderse proyectar en una pared de la clase o en una pantalla, había disponibles unidades de visualización personales con un tamaño de pantalla de aproximadamente ocho pulgadas de diagonal para ser visionadas de cerca por una o dos personas.
La filmina se convertía en un ayuda del instructor que iba mostrando los fotogramas (imágenes) de la filmina, a medida que avanzaba en la explicación. La exposición del profesor se podía grabar en un disco de vinilo de 33 RPM o en cinta magnetofónica que contenía el material de audio completo (incluyendo la narración de la filmina). En el momento apropiado, sonaba un tono, señalando al instructor (o al estudiante ayudante) para que hiciera girar el botón, que hacía avanzar al siguiente fotograma. Más tarde, mejoras técnicas más modernas permitieron que el proyector hiciera avanzar la película automáticamente.

## Producción cinematográfica
En la última parte de la década de 1960, empresas como Warren Schloat Productions, CBS, The New York Times, Scott Education, Coronet, Sunburst Media & Associates, estaban produciendo títulos que ofrecían las fotografías de artistas famosos y acontecimientos notables con una pista de audio sincronizado. La música y la narración de la filmina iba originalmente en un disco de vinilo.
A principios de la década de 1970, la tecnología de audio avanzó, y los discos de vinilo dieron paso a la cinta de audio. Las filminas también fueron más allá de los tradicionales cursos de arte y humanidades, ramificándose hacia la ciencia, la formación profesional y las materias técnicas. Había filminas producidas en diferentes áreas temáticas que iban desde la música, arte, lengua y literatura, matemáticas hasta incluir la economía doméstica.

### Filminas para Home Entertainment
Las empresas productoras comenzaron a producir en la década de 1950, filminas para Home Entertainment. Hubo una serie de películas de Disney, y también de la Society for Visual Education Inc. (Chicago), entre otros fabricantes.

### Producción de Europa oriental
Un gran número de "filminas" fue producido por "estudios cinematográficos" en los antiguos países de Europa del Este -Polonia y Hungría- durante los años 1950 y 1960.
En Grecia eran conocidos y se venden con el nombre "tainies Argo Film" (películas CINE ARGO) con el nombre de la empresa (ARGO FILM) que hizo la traducción al griego y organizó su distribución en Grecia. Los títulos incluyen cuentos infantiles, cuentos de hadas, la historia griega, el cristianismo, la aventura, la ciencia ficción y las historias de guerra.

## Avance automático de la película
Durante la década de 1970, llegaron a estar disponibles unos proyectores avanzados que hacían avanzar automáticamente la película por medio de un tono subaudible de 50 Hz grabado en el videocasete que era detectado por el proyector, y hacía avanzar automáticamente un cuadro de imagen de la filmina. La mayoría de los casetes que acompañaban a las filminas en los años 1970 y 1980 tenían el mismo material de audio en ambos lados de la cinta. Un lado tenía tonos audibles para los proyectores más antiguos, y el otro lado tenía tonos subaudibles para los proyectores automáticos más nuevos. Algunas versiones de filminas especiales tenían tonos audibles y subaudibles combinados, por lo que la filmina y su casete acompañante eran compatibles con cualquier proyector de película. Si configuraban correctamente, se podían sincronizar la narración y la imagen.